# Okupacja krajów bałtyckich

Zmiany terytorialne w Europie Środkowo-Wschodniej w wyniku paktu Ribbentrop–Mołotow

Okupacja krajów bałtyckich – okres w historii krajów bałtyckich pomiędzy 1940 a 1991 rokiem, kiedy te trzy państwa były okupowane przez Armię Czerwoną, a następnoie formalnie anektowane przez Związek Socjalistycznych Republik Radzieckich  (1940–1941 i ponownie 1944–1991) oraz okupowane przez III Rzeszę (1941–1944) w czasie II wojny światowej, do rozpadu ZSRR.
Kraje bałtyckie (Republika Litewska, Republika Łotewska, Republika Estońska) zostały anektowane (jako republiki radzieckie) przez ZSRR w czerwcu 1940 w konsekwencji postanowień paktu Ribbentrop–Mołotow. W sierpniu 1941 kraje te trafiły pod okupację III Rzeszy na skutek sukcesów Operacji „Barbarossa”, natomiast w latach 1944–45 stały się ponownie częściami ZSRR.
O ile termin „okupacja niemiecka” nie wywołuje kontrowersji, Rosja odmawia uznania terminu „okupacja” w stosunku do zajęcia terytoriów suwerennych krajów bałtyckich w 1940 roku i następnego stworzenia bałtyckich republik radzieckich: Litewskiej, Łotewskiej i Estońskiej. Należy zaznaczyć, że sformułowanie „okupacja” w tym kontekście jest potoczne, gdyż z punktu widzenia prawa międzynarodowego kraje te nie były przedmiotem okupacji wojennej ani pokojowej, lecz stały się przedmiotem agresji w celu utworzenia marionetkowych państw, a następnie ich aneksji pod pozorami legalności.
Wojska rosyjskie w 1993 roku opuściły Litwę, a w 1994 Estonię. W następstwie porozumienia z Łotwą, Rosja wycofała swoje wojska z tego kraju, ale nadal używała radaru w Skrundzie–1. Trwało to do 1995, kiedy obiekt wyburzono. Ostatnie oddziały rosyjskie stacjonujące w Skrundzie–1 opuściły Łotwę dopiero w 1999 roku.

## Historia

### Aneksja przez ZSRR
Na skutek zawarcia między ZSRR a hitlerowską III Rzeszą niemiecką 23 sierpnia 1939 roku paktu Ribbentrop–Mołotow, Łotwa i Estonia zostały w tajnym protokole do tego paktu zaliczone do radzieckiej strefy wpływów, a Litwa do niemieckiej. Już po wybuchu II wojny światowej skorygowano te ustalenia, przekazując również Litwę do radzieckiej strefy wpływów. Po ataku Niemiec na Polskę, na przełomie września i października 1939 roku, rządy Litwy, Łotwy i Estonii zostały zmuszone pod naciskiem ZSRR do podpisania umów o wzajemnej pomocy wojskowej i ulokowania u siebie radzieckich baz wojskowych – przede wszystkim marynarki i lotnictwa. Ich deklarowanym celem było wzmacnianie niepodległości republik i ochrona bezpieczeństwa ZSRR. Jako pierwsze rząd radziecki skierował 24 września takie żądanie do Estonii (wykorzystując jako pretekst ucieczkę internowanego w Tallinnie polskiego okrętu podwodnego „Orzeł”). Z Estonią taką umowę podpisano 28 września, z Łotwą 5 października, a z Litwą 10 października. W zamian Litwie przekazano 28 października Wilno, anektowane w 1920 roku przez Polskę, a następnie zajęte po agresji ZSRR na Polskę. Lotniska na terenie Estonii były następnie wykorzystywane od 30 listopada w wojnie z Finlandią. Po wymuszeniu umów o pomocy wzajemnej, wzmagał się nacisk polityczny na republiki w kierunku uwzględniania interesów ZSRR i włączania do rządzenia prokomunistycznych frakcji. Państwa nadbałtyckie zostały zmuszone do akceptacji likwidacji państwa polskiego i nieuznawania rządu polskiego na uchodźstwie, a reprezentowanie w nich interesów polskich wzięła na siebie Wielka Brytania.

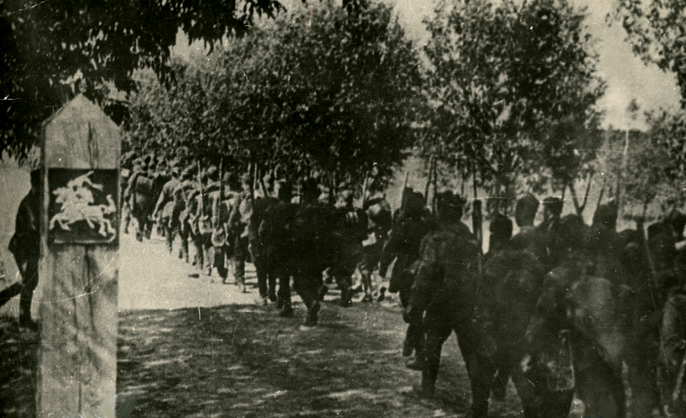
Armia Czerwona wkracza na terytorium Litwy w 1940 roku

Przebieg wojny na zachodzie Europy wiosną 1940 roku skłonił Stalina do sfinalizowania aneksji państw bałtyckich. Naciski radzieckie na nie wzmagały się pod pretekstem oskarżeń o łamanie traktatów o współpracy. W czerwcu 1940 roku ZSRR skierował ultimatum do rządów wszystkich trzech państw, dotyczące zwiększenia liczby stacjonujących w nich żołnierzy i utworzenia przyjaźnie nastawionych rządów. Przywódcy państw bałtyckich ugięli się przed żądaniami, nie decydując się na stawianie beznadziejnego oporu zbrojnego. W następstwie tego, radziecka Armia Czerwona zajęła ich terytoria, nie napotykając zorganizowanego oporu. Między 18 a 21 czerwca w państwach tych powołano pod naciskiem radzieckim marionetkowe rządy „frontu ludowego”, złożone z lokalnych komunistów i innych lewicowych działaczy. Prezydenci Estonii Konstantin Päts i Łotwy Kārlis Ulmanis zostali uwięzieni w ZSRR (gdzie później zmarli), natomiast prezydent Litwy Antanas Smetona uciekł do Niemiec, a potem USA. Rządy te rozpisały nowe wybory parlamentarne, przeprowadzone 14 i 17 lipca 1940 roku, w których dopuszczono do udziału tylko listę komunistyczną. Mimo to wybory zostały dodatkowo sfałszowane – podano, że na listy komunistyczne oddano ogółem 99,6% głosów. Rzeczywistymi przywódcami stali się pierwsi sekretarze lokalnych partii komunistycznych (Antanas Sniečkus na Litwie, Jānis Kalnbērziņš na Łotwie i Karl Säre w Estonii). Wybrane w ten sposób nowe parlamenty we wszystkich trzech państwach uchwaliły na pierwszych posiedzeniach ustawę o przyłączeniu państwa do ZSRR.
Rada Najwyższa ZSRR zaakceptowała „prośby” o włączenie państw bałtyckich do ZSRR i formalnie Litwa została inkorporowana 3 sierpnia jako Litewska Socjalistyczna Republika Radziecka, Łotwa 5 sierpnia jako Łotewska Socjalistyczna Republika Radziecka, a Estonia 6 sierpnia jako Estońska Socjalistyczna Republika Radziecka. Po inkorporacji rozpoczęto dostosowywanie nowych republik do zasad ustrojowych i praktyki działania państwa komunistycznego. Siły zbrojne dotychczasowych państw wcielono do Armii Czerwonej jako terytorialne korpusy piechoty (o numerach: 22 – estoński, 24 – łotewski i 29 – litewski). Przeprowadzono niekorzystną dla części ludności wymianę pieniędzy na ruble. Rozpoczęto nacjonalizację banków i przemysłu oraz odebrano posiadaczom ziemię o powierzchni ponad 30 hektarów. Wprowadzono cenzurę i zasady ideologii do prasy i kultury. Radziecka policja polityczna NKWD rozpoczęła prześladowania „wrogów ludu” i w ciągu kolejnego roku deportowała na wschód z republik bałtyckich 124 467 ludzi. Część z nich trafiała do łagrów, zwłaszcza przedwojenni działacze polityczni, urzędnicy i duchowni; część deportowanych zmarła po drodze. Przejęto też obozy dla internowanych polskich wojskowych i policjantów, którzy podzielili następnie los innych polskich jeńców w ZSRR (aczkolwiek unikając masowego mordu wiosną 1940). Ostatnia duża akcja wywózek ludności, rozpoczęta 14 czerwca 1941 roku, została przerwana przez atak niemiecki na ZSRR.
Aneksja państw bałtyckich nie została uznana za legalną przez większość państw zachodnich ani polski rząd emigracyjny. Mimo radzieckich nacisków dyplomatycznych, alianci zachodni do końca wojny nie uznawali aneksji jako stanu prawnego ani faktycznego oraz uznawali placówki dyplomatyczne i paszporty byłych republik. Stan faktyczny został zaakceptowany dopiero po zwycięstwie nad Niemcami i ponownym zagarnięciu przez ZSRR ziem republik oraz ułożeniu stosunków powojennych między mocarstwami. W dalszym ciągu jednak rządy i instytucje bankowe nie wydawały ZSRR nieruchomości ani aktywów państw bałtyckich. Przedstawiciel dyplomatyczny Litwy w Londynie Vincas Balickas był zaś w ograniczonym zakresie akceptowany przez rząd brytyjski aż do odzyskania niepodległości w 1990 roku.

### Okupacja niemiecka
Po ataku Niemiec na ZSRR 22 czerwca 1941 roku terytorium państw bałtyckich stało się obszarem walk odwrotowych Armii Czerwonej. Wojska niemieckie jeszcze w czerwcu opanowały Litwę, a do 10 lipca Łotwę. Bardziej zacięte walki toczyły się na terytorium Estonii, która została opanowana przez Niemców między 7 lipca a początkiem września. Ludność państw bałtyckich witała początkowo Niemców jako wyzwolicieli, a część żołnierzy trzech terytorialnych korpusów piechoty, utworzonych z dawnych armii narodowych, nie stawiała oporu lub próbowała przejść na stronę niemiecką. Mimo to, pomimo zerwania paktu niemiecko-radzieckiego, III Rzesza formalnie uznawała aneksję państw bałtyckich i traktowała je jako okupowane przez siebie wrogie terytorium, nie starając się odtworzyć organizmów państwowych. Niemcy nie skorzystały z możliwości przywrócenia niepodległości państw bałtyckich, co przyniosłoby im znacznie większe poparcie społeczne, w tym militarne. Przeciwnie – Generalny Plan Wschodni uznawał miejscową ludność za jedynie częściowo wartościową rasowo i zakładał jej przesiedlenie na obszary Rosji po zwycięskiej wojnie, a tereny państw bałtyckich miały być skolonizowane przez Niemców (którzy historycznie stanowili tam istotną część ludności). Niemcy nie byli zainteresowani również przyznawaniem im żadnej formy autonomii. Powstał samorzutnie jedynie kolaboracyjny rząd tymczasowy Republiki Litwy, którego premierem formalnie został wybrany Kazys Škirpa (faktycznie był on zatrzymany w Niemczech), lecz rząd ten nie miał realnej władzy i funkcjonował tylko do 5 sierpnia. Do administrowania terytoriami byłych państw bałtyckich Niemcy utworzyli Komisariat Rzeszy Wschód (Reichskommissariat Ostland), obejmujący też fragmenty terytorium Białorusi i przedwojennej Polski, który przejął administrację cywilną jesienią 1941 roku. Własność zagarnięta przez państwo radzieckie lub partię komunistyczną została co do zasady przejęta przez III Rzeszę zamiast zwrotu właścicielom. Brutalność i polityka okupantów oraz wojenna eksploatacja gospodarcza spowodowały następnie spadek poparcia dla III Rzeszy. Mimo to, organizując formacje pomocnicze i legiony ochotnicze, kraje te liczyły na wzajemne ustępstwa polityczne ze strony Niemiec, zwłaszcza po porażkach na froncie wschodnim w 1943 roku; próbowały również organizować możliwie szerokie samorządy. Liczono się także z możliwością wystąpienia organizowanych formacji kolaboracyjnych przeciw Niemcom, w razie sprzyjającego przebiegu wojny.

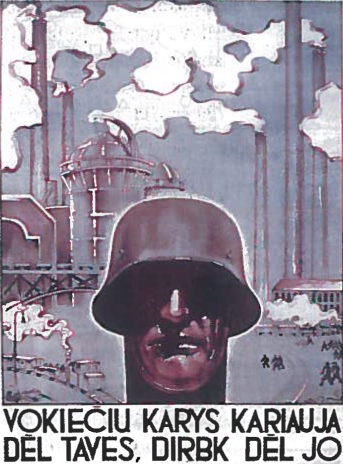
Niemiecki plakat propagandowy na Litwie, zachęcający do pracy dla frontu

Na przełomie 1941 i 1942 roku, w ramach niemieckiej administracji na Łotwie przy komisarzu generalnym Drechslerze zorganizowano Samorząd Ziem Łotewskich. Jako wyraz aspiracji niepodległościowych, 13 sierpnia 1943 roku w Rydze powstała półjawna prozachodnia Łotewska Rada Centralna, której aktywistów Niemcy osadzili w 1944 roku w obozach koncentracyjnych. Powstał również samorząd litewski przy komisarzu generalnym von Rentelnie. Samorządy tworzono też zaraz po zajęciu przez Niemców Estonii. 
Podczas okupacji niemieckiej, tereny Litwy i Łotwy (w minimalnym stopniu Estonii) stały się jednym z obszarów organizowanej przez nazistowskie Niemcy zagłady Żydów i Romów, przeprowadzonej przy współudziale części społeczeństw tych krajów. Udział w zagładzie Żydów na Litwie latem 1941 roku wzięły także formacje organizowane przez krótko istniejący rząd tymczasowy. Antyradzieckie nastawienie społeczeństw państw bałtyckich ułatwiło tworzenie w nich przez Niemców formacji kolaboracyjnych, zwłaszcza na Łotwie (m.in. Litewski Korpus Lokalny, Legion Łotewski SS, 1 Łotewska Dywizja Grenadierów SS, Legion Estoński SS). W Estonii, wbrew prawu międzynarodowemu, Niemcy pod koniec wojny wprowadzili pobór do wojska. Jednocześnie, na terenie ZSRR w Armii Czerwonej były organizowane formacje narodowościowe, złożone z obywateli zajętych nadbałtyckich republik (w tym żołnierzy byłych korpusów terytorialnych) oraz osób tych narodowości mieszkających w Rosji, sięgające rozmiaru dywizji i korpusów. Na terytorium tych państw działał też antyniemiecki ruch oporu, lecz w większości organizowany i zarządzany przez radziecki Centralny Sztab Ruchu Partyzanckiego i lokalnych komunistów. Nieliczni obywatele dawnych państw bałtyckich walczyli po stronie aliantów zachodnich, podobnie estońska i łotewska marynarka handlowa.
13 lipca 1944 roku wojska radzieckie zdobyły Wilno, a w sierpniu Kowno na Litwie i część Łotwy. Od lutego do września 1944 roku trwały walki o estońską Narwę, po czym Niemcy zdecydowali ewakuować siły z Estonii, zagrożone odcięciem. 18 września w opuszczonym Tallinnie wywieszono estońskie flagi, a rząd Otto Tiefa poinformował o wznowieniu działalności i ogłosił neutralność Estonii. 22 września jednak do Tallinna weszła Armia Czerwona i 25 września ponownie zaczął działać rząd republiki radzieckiej, a członków rządu Estonii aresztowano. Estońskie i łotewskie wojska Waffen-SS walczyły natomiast po stronie Niemiec w Kurlandii do końca wojny w maju 1945 roku.

### Czasy ZSRR po wojnie

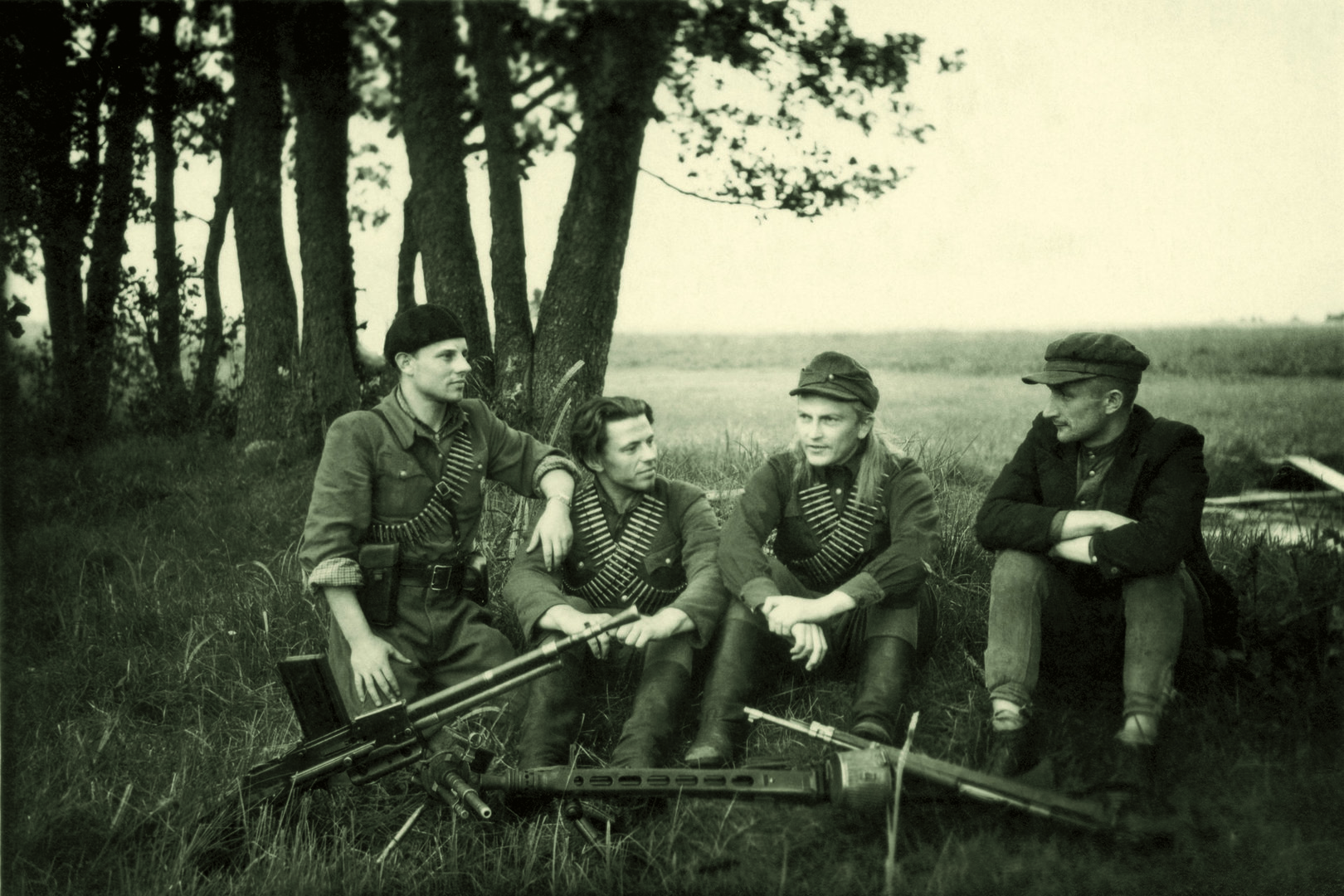
Partyzanci antykomunistyczni na Litwie

Po zajęciu terytorium republik nadbałtyckich (interpretowanym przez ZSRR jako „wyzwolenie”), w dalszym ciągu wchodziły one w skład ZSRR. Podobnie jak w innych krajach radzieckiej strefy wpływów, nasiliły się w nich represje stalinowskie, zwłaszcza w latach 1947–53. W porównaniu do innych republik radzieckich, wpływ na to miały również postawa tych krajów podczas wojny, oraz niedokończone przed wojną zaprowadzanie komunistycznych porządków (które inne republiki przeszły wcześniej). Najsurowiej pod tym względem potraktowano Łotwę. Na skutek oporu przeciw kolektywizacji rolnictwa, w 1949 roku deportowano w głąb ZSRR 42 tysiące ludzi z Łotwy, 32 tysiące z Litwy i 21 tysięcy z Estonii. Spowodowało to przejściowy spadek produkcji rolnej i zapaść społeczno-gospodarczą na wsi. Do połowy lat 50. na terenie państw bałtyckich walczyły ponadto antykomunistyczne ugrupowania partyzanckie (znane jako „Leśni Bracia”), najaktywniejsze na Litwie. 
Dopiero po śmierci Stalina i zakończeniu epoki stalinizmu, represje zelżały. Część deportowanej wcześniej ludności mogła z czasem powrócić do republik nadbałtyckich. Ograniczenia ideologiczne i cenzura również osłabły – republiki bałtyckie, znajdujące się „na uboczu” imperium, uważane były za mniej opresyjne i bardziej „zachodnie”. Umożliwiło to wprowadzanie wątków narodowych w kulturze i sztuce. Od lat 70. rozwijał się ruch dysydencki – sprzeciwu wobec komunistycznej rzeczywistości, a także samej przynależności do ZSRR, zwalczany przez władze. Intensywniej rozwijało się uprzemysłowienie republik. Związana z tym jednak była liczna migracja ludności z innych części ZSRR do republik nadbałtyckich, zwłaszcza Łotwy i Estonii, zmieniająca ich proporcje narodowościowe, głównie na korzyść Rosjan. Postępowała rusyfikacja, także elit partii komunistycznej, tworzonych w dużej części z osób urodzonych w Rosji i słabo znających języki narodowe.

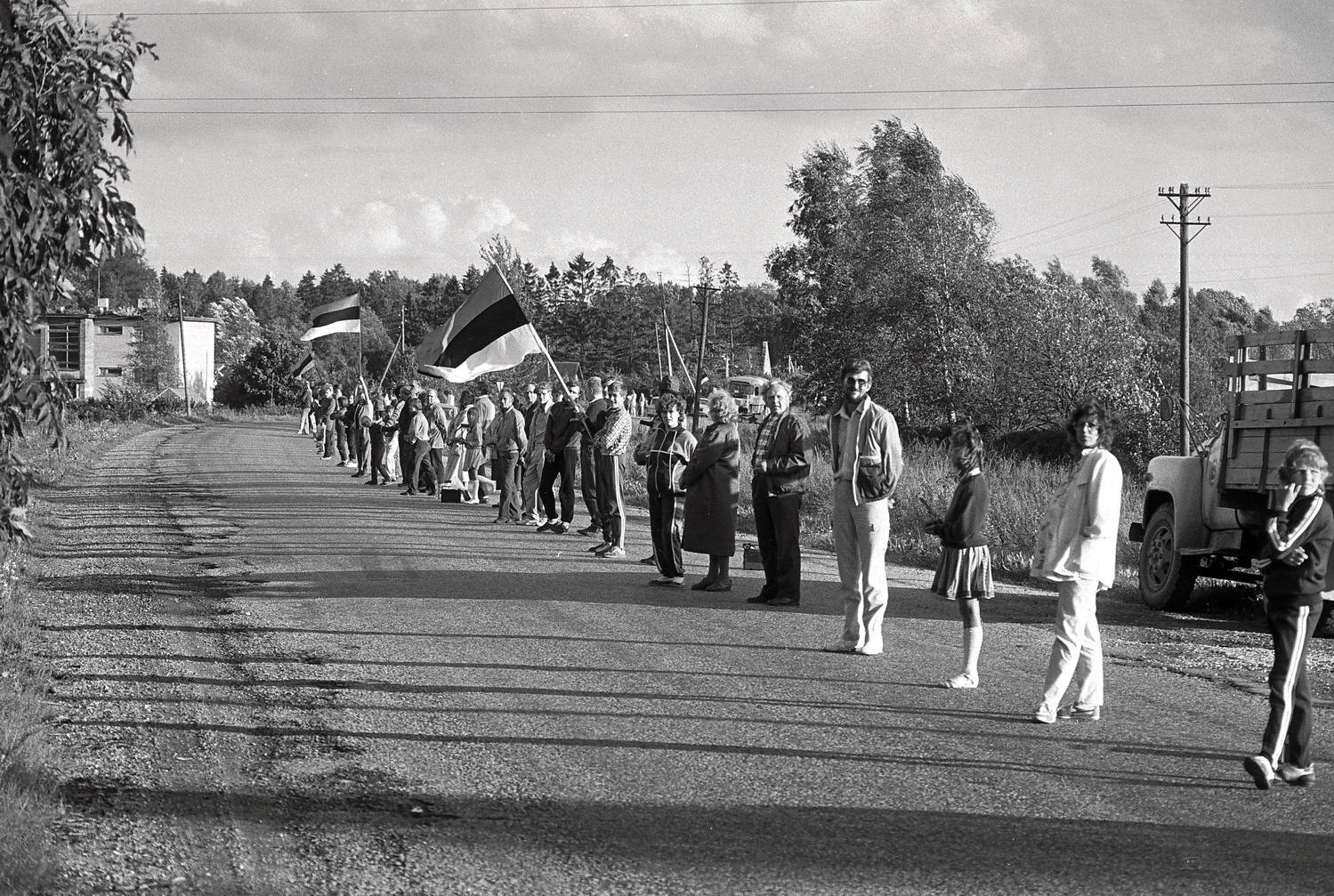
Bałtycki łańcuch w Estonii w 1989 roku

W drugiej połowie lat 80. nowy sekretarz generalny Komunistycznej Partii Związku Radzieckiego Michaił Gorbaczow rozpoczął proces reform – pieriestrojki, który dał nowy impuls organizowaniu się społeczeństw republik bałtyckich. W półlegalny sposób upamiętniano wydarzenia historyczne, między innymi związane z walkami o niepodległość. W 1987 roku w Tallinnie i Wilnie odbyły się demonstracje w rocznicę paktu Ribentropp–Mołotow. W republikach powstawały reformatorskie fronty ludowe, z udziałem intelektualistów i partyjnych reformatorów. Postulowano m.in. zwiększenie niezależności gospodarczej republik i przywrócenie historycznych symboli narodowych. Od śpiewania pieśni patriotycznych na demonstracjach i mityngach, wydarzenia te określone zostały jako śpiewająca rewolucja. W 50. rocznicę paktu Ribentropp–Mołotow 23 sierpnia 1989 roku dwa miliony ludzi utworzyło żywy łańcuch między stolicami republik. W tym czasie również inne państwa bloku wschodniego wyzwalały się spod radzieckiej dominacji (tzw. Jesień Ludów). W wyborach do Rad Najwyższych republik na początku 1990 roku zwyciężyli przedstawiciele frontów ludowych obejmując stanowiska przewodniczących Rad Najwyższych oraz szefów rządów republik.
11 marca 1990 roku Rada Najwyższa Litwy uchwaliła Akt Przywrócenia Państwa Litewskiego; podobne, lecz nie idące tak daleko uchwały o dochodzeniu do niepodległości zapadły także na Łotwie i w Estonii. Miał miejsce następnie okres swojego rodzaju dwuwładzy. W styczniu 1991 roku doszło do walk ludności z radzieckimi wojskami w obronie wieży telewizyjnej w Wilnie i siedziby MSW w Rydze, w trakcie których obywatele republik zajęli stanowcze stanowisko niepodległościowe, organizowali formacje obrony cywilnej i budowali barykady (tzw. wydarzenia styczniowe na Litwie). Dążenia niepodległościowe republik bałtyckich poparł Borys Jelcyn jako przewodniczący Rady Najwyższej rosyjskiej republiki radzieckiej. Po nieudanej próbie obalenia Gorbaczowa w puczu Janajewa, ostatecznie 20 sierpnia 1991 roku deklarację o przywróceniu państwowości podjął parlament Estonii, a 21 sierpnia Łotwy. Po tym też Polska uznała niepodległość państw bałtyckich, w tym Litwy (26 sierpnia 1991).